# François Louis Jean Rogon de Carcaradec
François Louis Jean Rogon, comte de Carcaradec, est un homme politique français né le 13 mars 1781 à Saint-Malo (Ille-et-Vilaine) et mort le 17 septembre 1850 au château de Kerivon à Buhulien (ancienne commune rattachée à Lannion,Côtes-d'Armor).

## Biographie
François Louis Jean Rogon de Carcaradec est le fils de  René-Louis Rogon, comte de Carcaradec, page du duc d'Orléans, et de Louise de La Haye de Plouër.
Propriétaire, maire de Buhulien, conseiller général des Côtes-du-Nord, il est député de ce même département de 1824 à 1830, siégeant dans la majorité soutenant les gouvernements de la Restauration.

## Sources
- « François Louis Jean Rogon de Carcaradec », dans Adolphe Robert et Gaston Cougny, Dictionnaire des parlementaires français, Edgar Bourloton, 1889-1891 [détail de l’édition]